# Eublemma kuelekana
Eublemma kuelekana är en fjärilsart som beskrevs av Otto Staudinger 1871. Eublemma kuelekana ingår i släktet Eublemma och familjen nattflyn. Inga underarter finns listade i Catalogue of Life.